# Carex libera
Carex libera är en halvgräsart som först beskrevs av Georg Kükenthal, och fick sitt nu gällande namn av Bruce Gordon Hamlin. Carex libera ingår i släktet starrar, och familjen halvgräs. Inga underarter finns listade i Catalogue of Life.